# Негев

Негев на мапі Ізраїлю

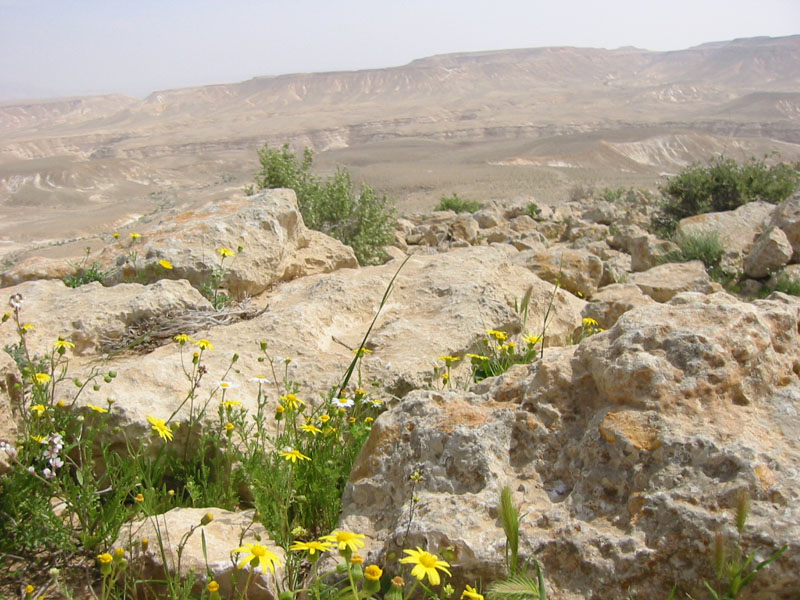
Рослинність пустелі Негев

Не́ґев (івр. הנגב: /га-неґев/, давньоєврейська: הַנֶגֶב — «південь» на Торі і «сухий»), — пустеля на Близькому Сході, розташована в Ізраїлі (займає близько 60 % його території). Площа 12 000 км².
Негев обмежений Середземним морем і Синайською пустелею на заході, горами Моав і Юдейською пустелею на півночі, долиною Арава на сході, Акабською затокою на півдні. Регіон Негева заведено ділити на власне Негев і Північний Негев.
З погляду геології — це плато, розташоване на висоті 600—800 м над рівнем моря. Для цього пустельного району, складеного вапняками, характерні різні форми аридної денудації. Так, тільки в Негеві існують так звані махтеші. Це глибокі овальні западини з рівними прямовисними краями. Утворилися вони так: підземні потоки вимили нижні скельні шари, після чого верхні «всохли» і ніби «просіли», утворивши воронку. Типовим махтешем є махтеш Рамон, має глибину 300 м, ширину 40 м і довжину 8 км.
Власне Негев є висохлою пустелею. У Північний Негев проведений всеізраїльський водопровід, що дало можливість перетворити його на зону інтенсивного землеробства. Тут знаходиться безліч мошавів і кібуців, а також міста Ашкелон, Сдерот, Нетівот, Офакім. На території Північного Негева також знаходиться Сектор Гази (майже 100 % водопостачань якого також здійснюється всеїзраїльським водопроводом). У власне Негеві розташовані міста Дімона і Арад. Межею між Північним Негевом і власне Негевом вважається район Беер-Шеви.
Сьогодні в Негеві мешкає 380 тис. євреїв та 175 тис. бедуїнів.

## Зауваження
1. ↑  Корінь נגב також дає נִגֵּב (/ніґев/, дієсл. — Ⅲ відмінюв. (פיעל — «пі‘ель» інф.)): витирати, сушити) і נֻגַּב (/нуґав/, Ⅳ відмінюв. (פעל — «пу‘аль» інф.)): витиратися, сушитися).